# Jezero Phewa
Jezero Phewa, Phewa Tal ali jezero Fewa je sladkovodno jezero v Nepalu, ki se je prej imenovalo Baidam Tal in leži na jugu doline Pokhara in mesta Pokhara - delov Sarangkota in Kaskikota. Jezero je sicer pretočno, vendar jez ureja vodne zaloge, zato je jezero razvrščeno kot polnaravno sladkovodno jezero . V primerjavi z vodnimi telesi Nepala, je drugo največje jezero v Nepalu, največje v Gandaki Pradešu za jezerom Rara . Je najbolj priljubljeno in najbolj obiskano nepalsko jezero. Jezero Phewa leži na nadmorski višini 742 m in pokriva območje približno 4,43 km². Povprečna globina je približno 8,6 m, največja globina pa je 24 m. Največja vodna zmogljivost jezera je približno 43.000.000 kubičnih metrov . Masiv Anapurna na severu je oddaljen le okoli 28 km . Jezero je znano tudi po odsevu gore Mačapučare in drugih gorskih vrhov na območju Anapurne in Dhaulagirija . To je edino jezero v Nepalu, ki ima v osrednjem delu jezera tempelj Tal  Barahi. ki stoji na otoku v jezeru. 

## Gospodarstvo
Jezero Phewa in vodni športi so ena glavnih turističnih atrakcij mesta Pokhara, severna obala jezera pa se je razvila v turistično območje, ki se običajno imenuje Lakeside, s hoteli, restavracijami in bari, ki so namenjeni turistom. Voda iz izliva jezera Phewa se uporablja za proizvodnjo električne energije. Phewa Power House je približno 1,5 km od južnega dela jezera Phewa . Del jezera se uporablja tudi za komercialni ribolov. 

## Večje zanimivosti
- Tempelj Tal Barahi, ki stoji na otočku sredi jezera Phewa, je najpomembnejši verski spomenik Pokhare. Ta dvonadstropna pagoda naj bi bila posvečena enemu od hindujskih bogov, znanim kot Višnu. Najbolj obiskan je ob sobotah.
- Baidam je vzhodni breg jezera Phewa, znan tudi kot Lakeside. Ta del vsebuje na videz neskončen trak hotelov, prenočišč, restavracij, knjigarn in trgovin s spominki. Ta stran je ena najbolj znanih turističnih območij Nepala. To je tudi izhodišče za oglede Pokhare.
- Sarangkot je edini kraj v Nepalu s ponudbo jadralnega padalstva, od koder lahko preletite jezero Phewa.

## Galerija
- Sončni zahod na jezeru Phewa
- Odsev himalajskih vrhov v jezeru
- Osev v void ob jutranji svetlobi
- Čolnarjenje
- Pogled na jezero iz Sarangkota
- Čolni na jezeru Phewa